# Ji So-yun
Dans ce nom coréen, le nom de famille, Ji, précède le nom personnel.
Pour les articles homonymes, voir Ji.
Ji So-yun ((ko) 지소연), née à Séoul le 21 février 1991, est une footballeuse sud-coréenne qui joue comme milieu de terrain à Reign de Seattle après un parcours en Corée du Sud et au Japon. Elle est également un élément important de l'équipe nationale féminine sud-coréenne, dont elle fait partie depuis l'âge de 15 ans.

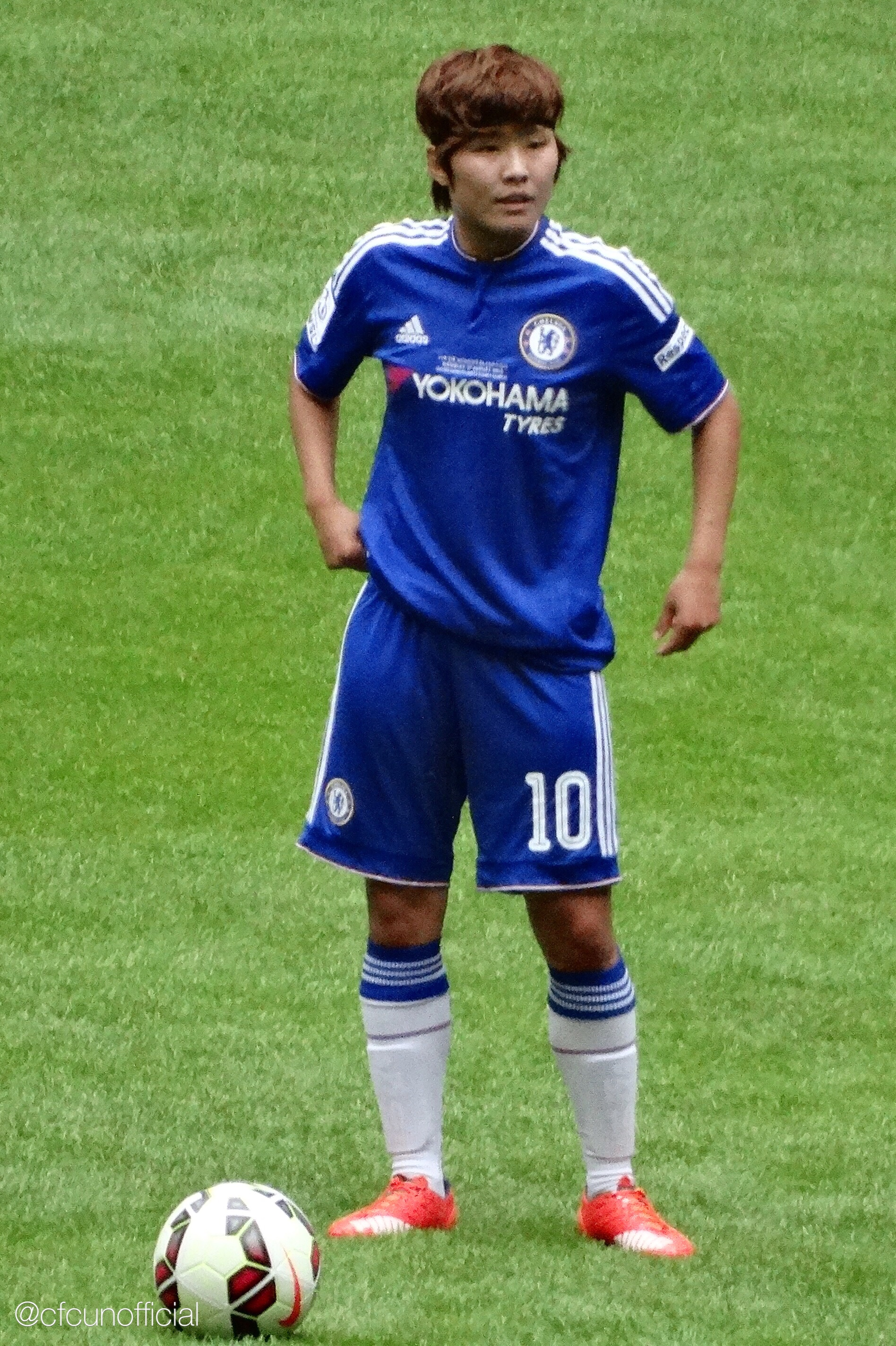
Ji So-yun à Chelsea en 2015

## Biographie
Ji So-Yun débute dans la sélection sud-coréenne alors qu'elle n'a que 15 ans, dans les Jeux asiatiques de 2006. Durant ces Jeux asiatiques, elle devient la plus jeune buteuse de l'équipe nationale senior. Elle s'illustre ensuite, en 2010, comme deuxième meilleure buteuse de la Coupe du monde féminine de football des moins de 20 ans, et le dernier de ses 8 buts permet à la Corée de Sud d'obtenir le bronze dans cette compétition. En janvier 2014, elle a déjà marqué 26 buts au sein de la sélection nationale sud-coréenne et s'est affirmée comme la meilleure buteuse de tous les temps de cette équipe nationale.
En 2011, elle passe de la ligue universitaire coréenne au club japonais INAC Kobe Leonessa, avec lequel elle gagne trois championnats. En janvier 2014,  elle est l'objet d'une offre de transfert vers l'équipe féminine anglaise de Chelsea et y accepte un contrat de 2 ans. Malgré quelques difficultés d'adaptation au climat et à la cuisine anglaise, et un manque de maîtrise de la langue, elle s'impose rapidement sur le terrain.
Elle est désignée meilleure footballeuse de Corée du Sud en 2010,  2011, 2013 et 2014. En 2015, à Montréal au Canada, elle participe au sein de son équipe nationale aux huitièmes de finale de la Coupe du monde féminine de football 2015, perdus contre l'équipe de France, et est considérée par Philippe Bergeroo, sélectionneur de l'équipe de France féminine de football, comme une des meilleures joueuses de l'équipe adverse.

## Palmarès

### En club
INAC Kobe Leonessa
- Championne du Japon en 2011, 2012 et 2013
- Vainqueur de la Coupe du Japon en 2011, 2012 et 2013
- Vainqueur de la Mobcast Cup en 2013

 Chelsea Ladies
- Championne d'Angleterre en 2015, 2017 et 2021
- Vainqueur de la Coupe d'Angleterre en 2015
- Finaliste de la Coupe d'Angleterre en 2016

### En équipe nationale
- Finaliste du championnat d'Asie des moins de 19 ans en 2009
- Troisième de la Coupe du monde des moins de 20 ans en 2010
- Troisième des Jeux asiatiques en 2010 et 2014

### En individuel
- Élue footballeuse sud-coréenne de l'année en 2010, 2011, 2013, 2014
- Élue footballeuse de l'année évoluant en Asie lors de l'année 2013
- Élue joueuse de l'année du championnat d'Angleterre lors de la saison 2014–2015
- Membre de l'équipe type de WSL en 2014-15, 2015-16, 2018-2019, et 2019-20